# Orcuttia pilosa
La especie Orcuttia pilosa pertenece a la familia de gramíneas las Poáceas. 

## Distribución
Es endémica del extremo oriental de EE. UU..

## Descripción
Es una planta de hábito graminoide, anual. Está listada como planta en riesgo en California, y federalmente. Florece de mayo a septiembre.

## Taxonomía
Orcuttia pilosa fue descrita por Robert Francis Hoover y publicado en Bulletin of the Torrey Botanical Club 68(3): 155–156. 1941.
Etimología
Orcuttia: nombre genérico que fue otorgado en honor de Charles Russell Orcutt, eminente botánico, malacólogo y naturalista estadounidense.
pilosa: epíteto latíno que significa "peluda".